# Durga Puja

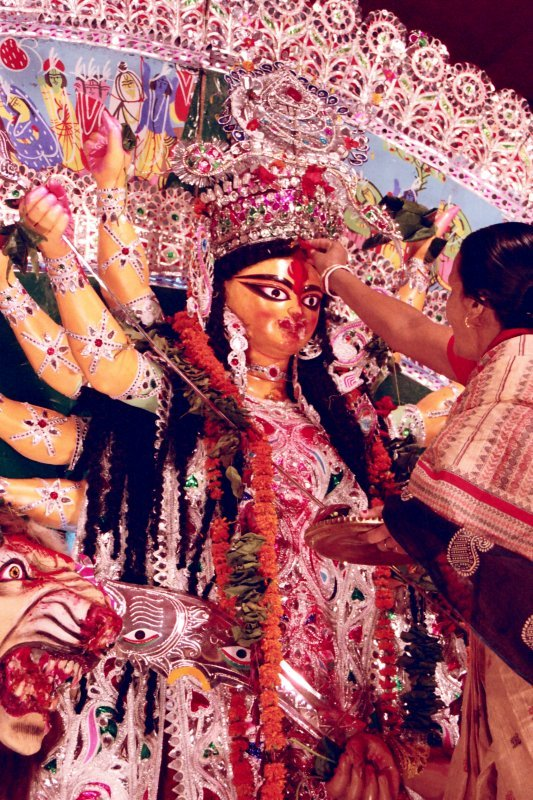
Durga wird am letzten Tag von verheirateten Frauen mit Sindur, der roten Farbe, verehrt und verabschiedet

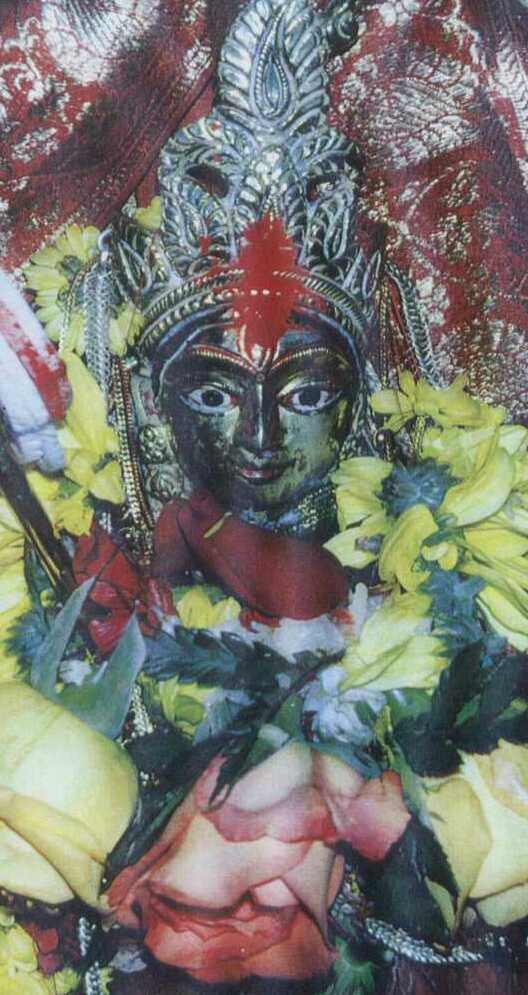
Durga nach der Verehrung mit Sindur, der roten Farbe bestrichen und mit Blüten überhäuft

Durga Puja (Bengalisch: দুর্গাপূজা, durgāpūjā) ist im Hinduismus das Fest zu Ehren der Göttin Durga. Sie ist die wohl populärste Form der Göttin, die in unterschiedlichen Erscheinungsformen existiert, gütig ebenso wie strafend. 
Das Fest in Kalkutta wurde 2021 in die UNESCO-Liste des immateriellen Kulturerbes der Menschheit aufgenommen.

## Beschreibung
Durga Puja wird nach dem hinduistischen Mondkalender Ende September oder im Oktober gefeiert. Besonders in Bengalen, Assam sowie dem hinduistischen Nepal, wo man dasselbe Fest Dasain nennt, feiern es die Menschen zehn Tage lang. In Westbengalen mit der Hauptstadt Kolkata ist es sogar das wichtigste Fest des gesamten Jahres. 
In anderen Gegenden Indiens feiern die Menschen zur selben Zeit zwar auch die Göttin, aber unter anderem Namen, wie etwa Amba, Mutter Erde. Auch zelebriert man andere Bräuche und kennt einen anderen mythologischen Hintergrund. Das Fest heißt hier Navaratri oder Navaratra (Fest der neun Nächte). Im Norden von Indien ist dasselbe Fest als Dashahara oder Vijaya-Dashami (Zehn Siegestage) Rama geweiht, einer Inkarnation Vishnus.
Die Bedeutung von Durga Puja gilt nicht nur dem religiösen Aspekt, es handelt sich auch um ein wichtiges gesellschaftliches Ereignis im Jahreslauf. In allen Dörfern und Städten feiern die Menschen die Ankunft der Göttin mit Konzerten, Tanzdramen und prunkvollen Prozessionen. Festlich gekleidete Menschen schlendern durch die Straßen. Jeder beschenkt Freunde und Verwandte; Dienstboten und Helfer mit neuer Kleidung auszustaffieren, ist Pflicht. Hausfrauen kochen Festessen und stellen spezielle Süßigkeiten her. 
Ort der Feiern sind nicht die Tempel, sondern die Zentren des täglichen Lebens: Überall in den frisch herausgeputzten Häusern und Höfen, in Veranstaltungszelten oder sogar quer über die Straße bauen die Menschen kleine oder große Altäre auf, davor jeweils eine Bühne. Ist der tägliche Gottesdienst während der Feiertage beendet, singen einzelne Sänger oder Gruppen traditionelle Lieder, aber selbst Popmusiker geben ihre Kunst zum besten. Oft dröhnt die Musik über riesige Lautsprecher bis nach Mitternacht durch den ganzen Ort.
Zelebrierten ursprünglich nur die Reichen das Fest und luden alle anderen dazu ein, ist es heute meist ein Gemeinschaftsfest. Jeder, der irgend kann, nimmt an den Vorbereitungen teil: Jede Gruppe, jeder Verein baut einen eigenen Altar, organisiert Veranstaltungen, auch die Nachbarn tun sich zusammen. Schulkinder gehen in kleinen Gruppen von Haus zu Haus und mit Unterschriftenlisten ausgerüstet sammeln sie das nötige Geld – während meist junge Burschen und Männer aus Bambusstangen und Tüchern die Gerüste für Altar und Bühne bauen. Jeder versucht, die Veranstaltungen der anderen an Schönheit, Originalität und Pomp zu übertrumpfen. Wettbewerbe küren die schönsten Durga-Statuen.
Durga-Statuen stehen Wochen vorher in Geschäften und an den Straßenecken zum Verkauf – in allen Preislagen, kleine und große. Traditionelle Handwerker stellen sie mit einem Gerüst aus Stroh her, auf das sie die überlieferten Formen aus Lehm modellieren und bemalen.

## Mythos

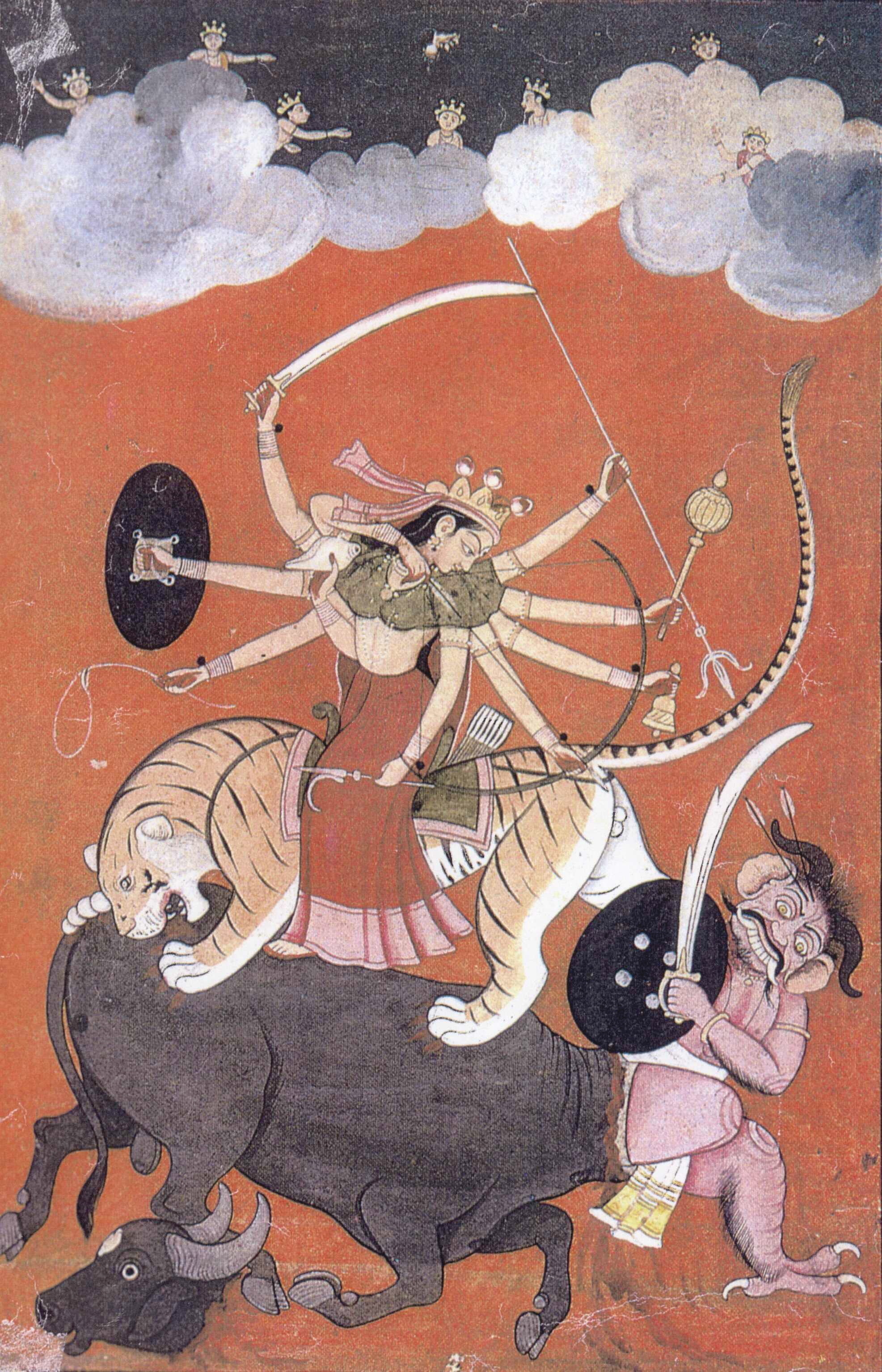
Durga bekämpft den Mahishasura, den Büffeldämon

Der mythologische Hintergrund ist im Devi Mahatmya überliefert, einem Teil des Markandeya-Purana, sowie im Devi Bhagavata. Diese sind für die Verehrer der Göttin die beiden wichtigsten Schriften und zählen zu den Puranas. Demnach erschlug sie im Kampf den Büffeldämonen (sanskr.: Mahishasura) mitsamt seiner Armee. In Erscheinung trat sie auf Wunsch der himmlischen Devas, die von Mahishasura terrorisiert wurden. Durch harte Askese, Meditation und Gebet hatte ihm Brahma den Wunsch gewährt, dass er nur von der Hand einer Frau den Tod finden würde. Da er keiner Frau diese Fähigkeit zutraute, wurde er immer machtgieriger und schwang sich in seiner grenzenlosen Arroganz schließlich zum Herrscher des Himmels auf. Alle sollten ihn anbeten. Shiva und Vishnu wurden zornig, als sie vom Treiben des Dämonen hörten und im Zorn entsprang ihren Gesichtern jeweils ein helles Licht, das sich mit den Lichtern aus den Körpern der anderen Himmlischen zu einem einzigen vereinte und die Gestalt einer wunderschönen Frau annahm. Shiva und Vishnu sowie alle anderen Himmlischen überreichten ihr Waffen: Shiva gab aus seinem Dreizack heraus einen zweiten, Vishnu von seinem Diskus einen zweiten und jeder der himmlischen Devas schenkte eine exakte Kopie von seinem Emblem. Von Surya, der Sonne, erhielt sie die glänzenden Strahlen, die aus allen Poren ihrer Haut leuchten – Kala, die Zeit, schenkte ein Schwert, der Himalaya einen prachtvollen Löwen als Reittier. Das Devi-Mahatmya beschreibt sie „überirdisch strahlend, ihr unermesslicher Glanz durchdrang die drei Welten, ihre Füße bogen die Erde und ihre Krone berührte den Himmel. Mit ihren tausend Armen durchdrang sie das Universum“. Schließlich zog die Göttin „mit laut brüllendem Lachen“ in den Kampf, die Berge schwankten, das Universum bebte und die Meere traten über die Ufer. Der Dämon wechselte während des Kampfes ständig seine Formen, war Büffel, Löwe, Elefant – bis sie ihn schließlich in seiner Büffelform besiegte.

## Ritus

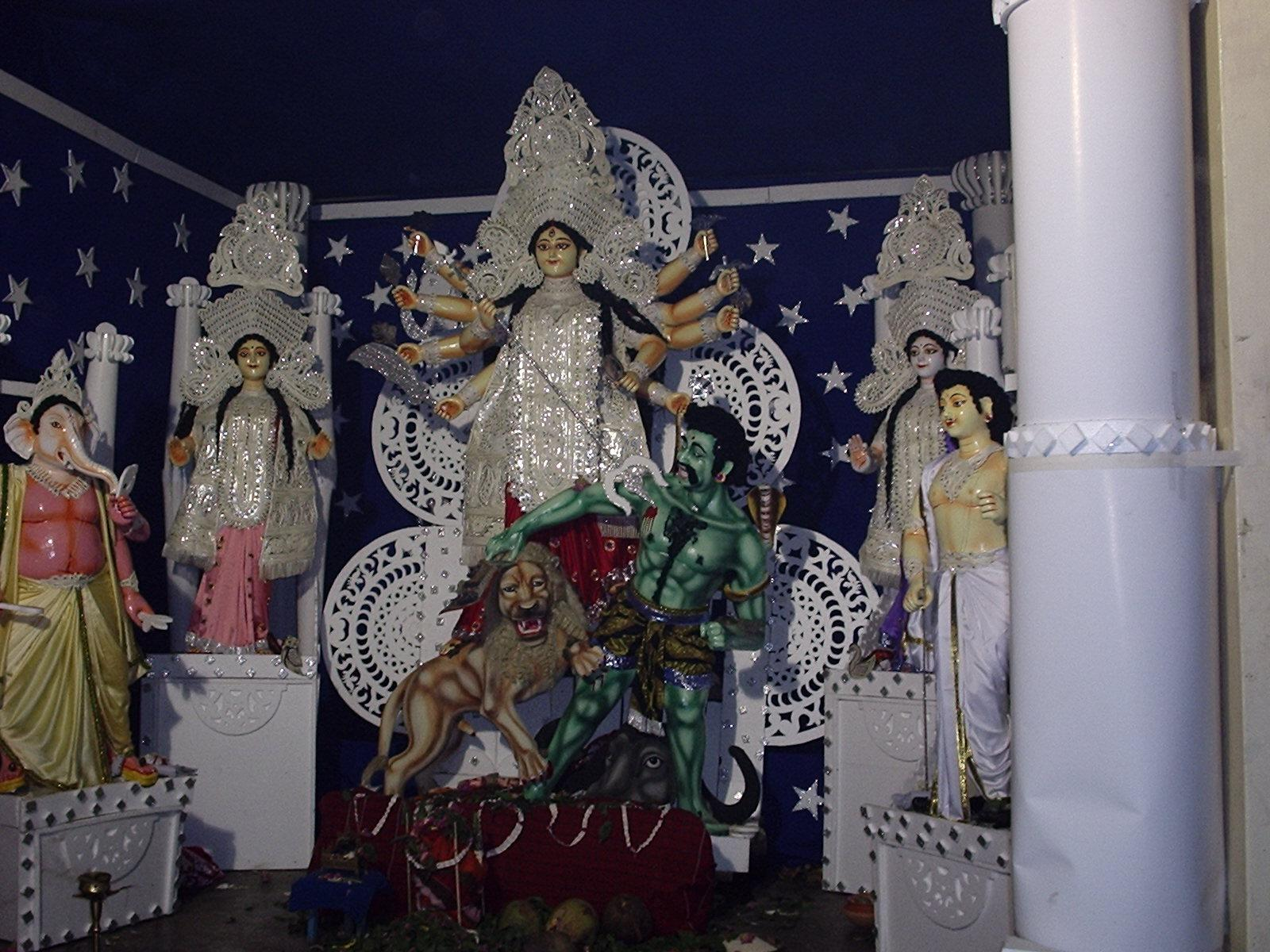
Durga mit ihren vier „Kindern“ Ganesha, Saraswati, Lakshmi und Kartikeya. Sie bekämpft den Dämonen Mahishasura

Der erste von zehn Tagen ist Mahalaya, eine Art Advent: Bei Tagesanbruch steht man auf, nimmt sein zeremonielles Bad, legt frische Kleidung an. Viele gehen für das Bad zum Ganges, gedenken der Vorfahren und beten für deren Befreiung. Dann bittet man mit inbrünstigen Gebeten und Gesängen die Göttin, auf die Erde zu kommen. Waren es früher Sänger, die alle Hymnen auswendig konnten, ist im modernen Indien meist das Radio oder der Kassettenrekorder an ihre Stelle getreten.
Ab Panchami, dem fünften Tag, steht Durga im Mittelpunkt, in ihren zehn Händen Waffen haltend, strahlend schön geschmückt – triumphierend auf dem Löwen reitend, zu ihren Füßen der geschlagene Büffeldämon. Ihre vier „Kinder“ stehen in kleinerer Form neben ihr: der elefantenköpfige Ganesha, Saraswati, Lakshmi und der auf einem Pfau reitende Kartikeya. Symbolisch stehen diese für Durgas Aspekte.
Vom fünften Tag an kommt täglich der Priester für den Gottesdienst. Die vorgeschriebene Zeremonie dauert einige Stunden, aber oft wird sie verkürzt, da der Priester in viele Häuser gehen muss. Heutzutage übernehmen diese Aufgabe oft auch andere, die zwar nicht Priester sind, aber Sanskrit können, die Sprache des Ritus. Die Zeremonie stellt in symbolischer Form Begebenheiten des Kampfes der Göttin mit dem Büffeldämon Mahishasura nach, jeder Tag behandelt einen bestimmten Abschnitt. 
Bevor Durga jedoch in der Statue angebetet wird, ist sie in verschiedenen Pflanzen verkörpert: Zuerst ist sie im Bel-Baum (auch Vilva-Baum), der Shiva heilig ist. Dann stellt eine Bananenpflanze die Göttin dar; Frauen umwickeln diese mit einem Sari und tragen sie unter lautem Jubel zum Altar. Schließlich schwärzt der Priester mit Kajal aus Ruß die Augen der Statue; mit Mantren und Mudras, bestimmten Handgesten, bittet er die Göttin, im Bildnis ihren Platz zu nehmen – und erst jetzt ist sie „lebendig“, ist nach dem Glauben von Hindus im von Menschenhand geschaffenen Kunstwerk anwesend.
Jeden Tag „weckt“ der Priester Durga mit Gebeten, mit einer Handglocke sowie dem dröhnenden Klang des Schneckenhorns. Ein wichtiger Bestandteil in der Puja ist das „Bad“, für das man einen Spiegel benutzt: Der Priester hält diesen vor die Statue, dann nimmt er ihn mit dem imaginären Bild darin und wäscht diesen anstelle der tatsächlichen Statue rituell in einer kleinen Kupferschüssel. Das Badewasser ist mit vielen Zutaten angereichert: Neben verschiedenen Wassern wie Regen, Tau, Flusswasser, Quellwasser, Teichwasser etc. auch verschiedene Heilkräuter und jeweils ein Stück Rinde von fünf Bäumen. Wichtig ist auch die Erde von zwölf Plätzen – nicht nur vom Flussufer, sondern auch vom Ameisenhaufen, aus einer Wagenspur, aus dem Hufabdruck eines Pferdes, Erde aus dem Hof eines Gerichtes und sogar von der Tür einer Prostituierten.
Weiter bietet der Priester täglich Getränke und Speisen als Opfer, das Prasad an – Getreide, Früchte, Kräuter, Honig, Butter, Joghurt, Milch, Wasser. Auch alles, was eine Frau braucht, gehört zu den Gaben: In einem Brautkorb überreicht er Sari, Schmuck, Schminke, Parfum, Sandelpaste, Münzen, Spiegel, ungeschälte Reiskörner, Gerste sowie Senfkörner. Schließlich schmückt er sie mit Blumengirlanden. Am Abend, nach dem letzten Opfer, deckt er ein zartes Tuch über den Altar; wie die Menschen, möchte auch die Göttin „schlafen“. 
Am achten Tag, Ashtami, kommen die Feierlichkeiten zum Höhepunkt – die Schlacht gegen den Asura, die im Gottesdienst mit kleinen Flaggen nachgestellt wird, ist geschlagen. Nun verehrt man die Göttin in Form eines großen Lichtes mit vierundsechzig Dochten, als Zeichen für ihre vierundsechzig Erscheinungsweisen und ihren Sieg über das Übel. 
Dashami, der zehnte Tag, auch Dashahara oder Vijaya genannt, „Tag des Sieges“, bringt den Abschied. Dieser Tag ist besonders den verheirateten Frauen gewidmet: Einzeln geht jede zum Altar, schwenkt die Butterlampe vor Durga, bestreicht sie mit Sindur, dem roten Pulver, und bittet sie, im nächsten Jahr wiederzukommen. Dieselbe Farbe tupft sie segnend den anderen Frauen auf Stirn und Armreif und wünscht „Glückliches Vijaya“.

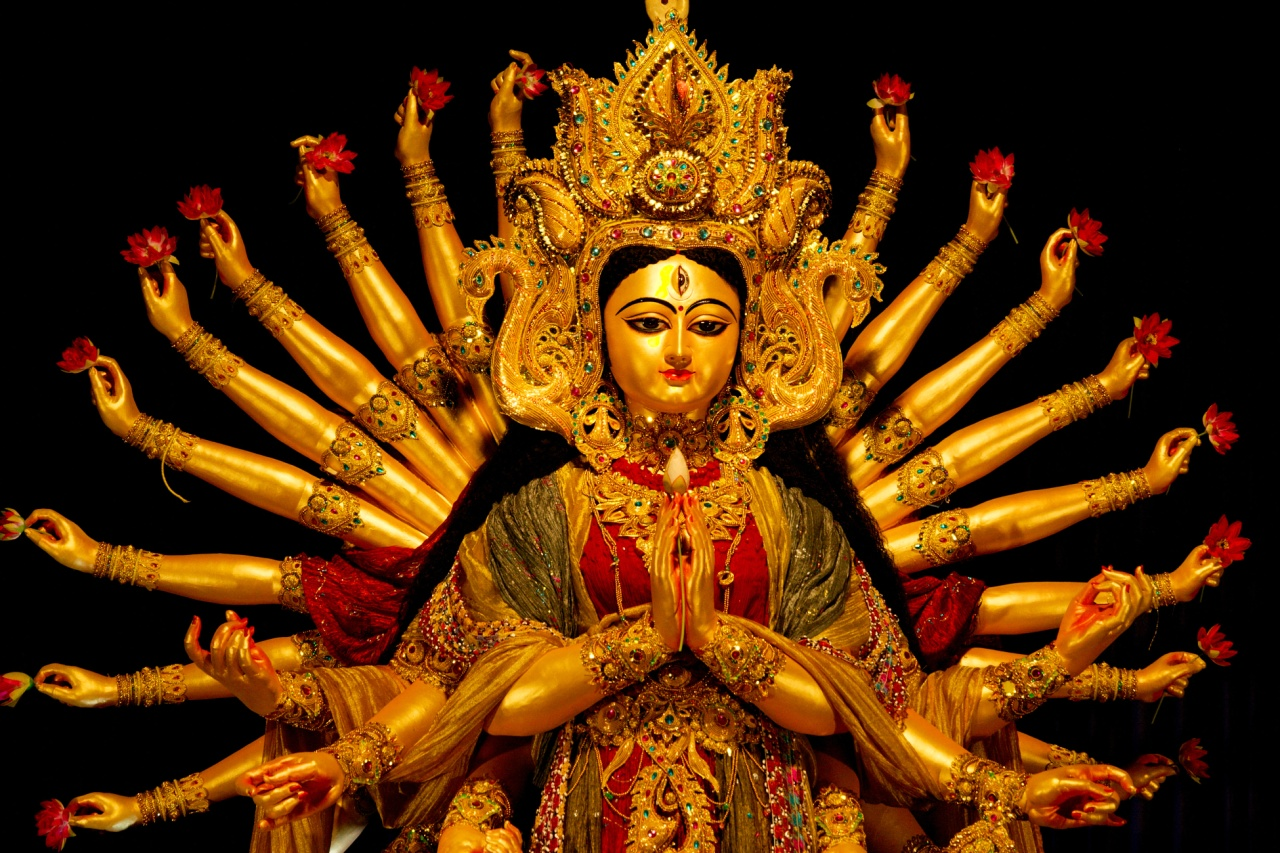
Durga Puja in Kolkata im Jahr 2008

In kleinen und großen Umzügen, auf Lastwagen die großen Statuen, in der Hand oder etwa auf dem Gepäckträger des Fahrrades die kleineren, geleiten die Menschen Durga zum Fluss oder zum nächstgelegenen Teich. Meist begleitet sie die ganze Gemeinschaft mit Musik und übermütigem Tanz durch die Straßen. Viele vorübergehende Passanten bleiben lächelnd stehen oder verharren mit geschlossenen Augen, die Hände zum Gruß gefaltet. Unter Jubelrufen wirft man die Statue ins Wasser. 
Aufschlussreich sind die meist folgenden, inoffiziellen Szenen. Sie verdeutlichen, dass nicht die Statuen selbst als göttlich betrachtet werden: Noch bevor sie im Wasser versinken, eilen junge Männer und Burschen herbei, die aus der Entfernung das Geschehen verfolgt haben. Das Lendentuch bis zu den Knien hinaufgekrempelt, stehen sie im Wasser und fischen mit langen Stangen die Figuren wieder heraus. Jetzt sind sie nichts weiter als Lehmfiguren, mit deren Verkauf man im nächsten Jahr wieder Geld verdienen kann. 
Alle im Ritus verwendeten Utensilien haben außer der vordergründigen Bedeutung weitere, vielschichtige Bedeutungsebenen, mit denen sich philosophisch und religiös interessierte Gläubige besonders in der Festzeit auseinandersetzen. Die Hymnen aus dem Devi Mahatmya sind bekannte Gebete zu Ehren der Göttin.